# 눈썹내림근
눈썹내림근(depressor supercilii) 또는 미모하제근은 인체의 눈에 위치한 근육이다. 근육의 속성에 관해서는 약간의 논쟁이 있다. 일부 해부학 도서(Netter, et al.)나 다수 권위 있는 문헌은 눈둘레근의 일부로 보기도 한다. 반면 여러 피부과, 안과, 성형외과 의사들은 눈썹내림근을 독립적인 하나의 근육으로 간주하며 눈썹과 미간의 피부를 움직이는 개별적인 효과를 가진다고 본다.

## 구조
눈썹내림근은 눈물뼈 근처의 눈확 안쪽 경계에서 시작되어, 눈썹주름근 아래쪽의 눈확뼈 안쪽 측면에 닿는다.

## 같이 보기
- 눈썹주름근